# Valmont (Kolorado)
Valmont – jednostka osadnicza w Stanach Zjednoczonych, w stanie Kolorado, w hrabstwie Boulder.